# S. G. Browne
Pour les articles homonymes, voir Browne.
S. G. Browne, né Scott G. Browne le 20 décembre 1965 à Sierra Vista, en Arizona, est un écrivain américain, auteur de plusieurs romans où l'humour noir sert de liant à des intrigues mêlant les genres du roman policier, de la science-fiction et du fantastique.

## Biographie
Né en Arizona, il amorce en 1984 des études supérieures à l'université du Pacifique, sise à Stockton, en Californie, où il obtient un diplôme en management en 1989. C'est pendant ses années universitaires qu'il commence à s'intéresser à l'écriture.
Il travaille un temps à Hollywood, puis déménage en 1992 à Santa Cruz, où il occupe un poste dans le management, tout en consacrant du temps à l'écriture de romans et nouvelles. L'année suivante voit la publication de sa première nouvelle, intitulée Wish You Were Here, dans le Redcat magazine.
En 2006, il fait paraître son premier roman Comment j'ai cuisiné mon père, ma mère, et retrouvé l'amour (Breathers: A Zombie's Lament). D'un humour noir aussi féroce que désopilant, cette satire sociale mêle adroitement fantastique et science-fiction.
En 2012, Heureux Veinard (Lucky Bastard) est un roman policier parodique où un détective privé possède le pouvoir de voler la chance de toute personne à qui il serre la main.
S. G. Browne est interviewé dans le documentaire américain Doc of the Dead (en), réalisé par Alexandre O. Philippe en 2014.

## Œuvre

### Romans

#### SérieBreathers
- Breathers: A Zombie's Lament (2006) Publié en français sous le titre Comment j'ai cuisiné mon père, ma mère, et retrouvé l'amour, traduit par Laura Derajinski, Bordeaux, Mirobole éditions, 2013  (ISBN 979-10-92145-06-9) ; réédition, Paris, Gallimard, coll. « Folio SF » no 495, 2014  (ISBN 978-2-07-045525-6)
- I Saw Zombies Eating Santa Claus : a breathers Christmas Carol (2012) Publié en français sous le titre Le Jour où les zombies ont dévoré le Père Noël, traduit par Laura Derajinski, Bordeaux, Mirobole éditions, 2014  (ISBN 979-10-92145-29-8)

#### Autres romans
- Fated (2010) Publié en français sous le titre La Destinée, la Mort et moi, comment j'ai conjuré le sort, Villenave d'Ornon, Agullo Éditions, 2016  (ISBN 979-10-95718-04-8) ; réédition, Paris, 10/18 coll. « Littérature étrangère », 2018  (ISBN 978-2264070982)
- Lucky Bastard (2012) Publié en français sous le titre Heureux Veinard, Paris, Gallimard, coll. « Série noire », 2012  (ISBN 978-2-07-013781-7)
- Big Egos (2013)
- Less than Hero (2015)Publié en français sous le titre Héros secondaires, Villenave d'Ornon, France, Agullo Éditions, 2017  (ISBN 979-10-95718-28-4)

### Recueil de nouvelles
- Swallowed By The Cracks (2011), recueil collectif
- Shooting Monkeys in a Barrel (2012)

### Nouvelles
- Wish You Were Here (1993)
- House Call (1999)
- Beyond the Sea (2000)
- En Passant (2001)
- Prelude (2001)
- Lower Slaughter (2004)
- Dr. Sinister's Home For Retired Villains (2016)
- Remedial English For Reanimated Corpses (2016)
- Scattered Showers With A Chance Of Daikaiju (2016)
- The Maiden Poodle (2017)